# Línea de la Cuarta Avenida
La Línea de la Cuarta Avenida es una línea de la división BMT del metro de la ciudad de Nueva York, usualmente opera entre la 4.ª avenida en el bourough en la ciudad de Nueva York de Brooklyn.
La cuarta avenida nunca ha tenido tranvías o vías elevadas, debido a las provisiones de valoraciones cargadas a los dueños de las propiedades contiguas, cuando la calle fue ensanchada.

## Ruta
La línea no es oficial pero está dividida en tres secciones.

### Parte superior de la línea de la Cuarta Avenida
La línea empieza cuando las dos vías del túnel de la calle Montague entran a Brooklyn, viniendo desde la línea Brooklyn Calle Whitehall–South Ferry o la lInea de la calle Nassau y la estación de la calle Broad en Manhattan. Opera bajo la calle Montague, hasta la estación de la calle Court a la calle Court donde da una curva pequeña hacia el Sur en el Centro Cívico de Brooklyn a la calle Willoughby, después sobre la estación de la calle Lawrence al punto donde la calle Willoughby se encuentra con la extensión de la Avenida Flatbush. Ahí, empieza a operar inmediatamente en la estación de la avenida DeKalb bajo Flatbush. aquí, se conecta con cuatro vías que vienen desde el puente de Manhattan en una estación de seis vías compartida con la línea Brighton. Más allá de la estación DeKalb, se convierte en un sistema de cuatro vías; después regresa pasando bajo la calle Fulton pasando bajo la 4.ª avenida.

### Parte central de la línea de la Cuarta Avenida
Llegando del sur a la estación de la avenida DeKalb y la calle Fulton, este sistema de cuatro vías opera completamente bajo la 4th Avenida justo al pasar la estación de la calle 59.
Gran parte de la superficie de este segmento de la 4 ª avenida se extiende al pie de lo que asciende a un acantilado cuyo origen se inicia en las inmediaciones de la calle Unión y no plenamente hacia aproximadamente la calle 65. Algunas de las calles que conducen a la 5 ª Avenida están muy empinadas, recordando a una o más de las calles que se ven en San Francisco, algo que nadie se podría imaginar en lugares como Brooklyn o Queens. Este segmento de la 4 ª Avenida es también excepcionalmente amplia para los estándares de la ciudad de Nueva York, sobre todo teniendo en cuenta cuánto la fecha en la que se construyó.

### Parte inferior de la línea de la Cuarta Avenida
Al sur de la estación de la calle 59, la línea se reduce a dos vías. Luego continua operando bajo la Cuarta avenida hasta su terminal en la estación de la calle 95. En la superficie, aunque que sigue siendo muy ancha, la Cuarta Avenida es más estrecha que la sección al norte del Parque Leif Erickson.
Aunque actualmente esta sección solamente tiene dos vías, había planes de agregar dos vías expresas adicionales entre la calle 59 y la calle 85
 El metro esta sostenido sobre el piso inferior de un puente sobre el corte de ramal Bay Ridge, y desde aquí se puede observar que el puente tiene cuatro vías de los cuales sólo las vías occidentales se utilizan. El túnel que conduce a cada lado del puente fue construido solamente para las actuales dos vías. En las estaciones de la Avenida Bay Ridge y la calle 77, la plataforma con rumbo sur tiene las columnas que sostienen la calle de arriba, pero la plataforma con rumbo sur no las tiene. En la calle 86, las vías con rumbo sur oscilan alrededor de la plataforma, pero las vías con rumbo norte están rectas (desde el norte); en otras palabras, esta sería la mitad occidental de una estación expresa.

## Líneas ramales
Justo al sur de la estación de la calle 36, la línea West End (e.j., La nueva línea elevada de la Avenida Utrecht) se separa al este, y siguiendo en función hasta su terminal en Coney Island. Hasta mediados de los 1950s, la línea Culver se separaba desde aquí.
Más allá de la estación de la calle 59n, la línea Sea Beach se separa al oeste hacia Coney Island vía un paso a desnivel.

## Barrios
En su sección superior, la línea funciona en Brooklyn Heights y Downtown Brooklyn.
La sección central funciona en Park Slope al este de la 4.ª avenida, y al extremo oeste, Boerum Hill y después Gowanus; y finalmente, Sunset Park.
En su sección inferior, funciona en Bay Ridge y la comunidad de Fort Hamilton.

## Servicio
La línea de la cuarta avenida tradicionalmente siempre ha tenido los servicios R (local), N (Sea Beach expresa) y D (West End expresa). Los trenes M operan como ruta local en la calle 36t y después hacia la estación Bay Parkway vía la línea West End durante horas pico.
Los trenes D y N funcionan en las vías expresas, mientras que en las vías locales funciona el servicio R. Desde Manhattan hacia la estación de la avenida DeKalb, las vías locales operan hacia Manhattan vía el túnel de la calle Montague hacia la estación calle Whitehall–South Ferry de la línea Broadway o la estación de la calle Broad de la línea de la calle Nassau. Las vías expresas van hacia Manhattan vía el puente de Manhattan, hacia la estación expresa de la calle canal de la línea Broadway y desde ahí hacia uptown vía Broadway o la estación de la calle Grand y en uptown como parte de la Sexta avenida.

## Historia
La línea de la Cuarta Avenida fue parte de los contratos Dual.
Reemplazó los elementos paralelos de la antigua, y ahora demolido sistema elevado de rieles que operaba encima de la 5.ª avenida y la 3.ª avenida.
Anteriormente, la línea de la Cuarta Avenida funcionaba con la línea Culver, conectando a la estación de la calle 36 vía el depósito BMT al sur del Cementerio Greenwood, parte de la estructura demolida es aun visible desde la estación de la avenida.
Para ver las historias de estas líneas ramales, vea los artículos del servicio Culver Shuttle, línea Culver, línea West End, y la línea Sea Beach.
- Cronología gráfica del subterráneo de New York City

## Lista de estaciones
| Leyenda de la estación de servicio           | Leyenda de la estación de servicio                       |
| -------------------------------------------- | -------------------------------------------------------- |
| Hace paradas todo el tiempo                  | Paradas todo el tiempo                                   |
| Hace paradas todo el tiempo                  | Paradas todo el tiempo excepto a altas horas de la noche |
| Hace paradas sólo en la noche                | Paradas sólo en la noche                                 |
| Hace paradas en las noches y días de semanas | Paradas sólo en la noche y fin de semanas                |
| Hace paradas sólo los días de semana         | Paradas en días de semana                                |
| Hace paradas sólo en horas pico              | Paradas sólo en horas pico                               |
| Detalles del periodo de tiempo               |                                                          |

| Acceso para discapacitados                                 | Estación                                    | Vías                                        | Servicios                                   | Opertura                                    | Transferencias y notas                                                                           |
| Ramal del túnel de la calle Montague (N R )                | Ramal del túnel de la calle Montague (N R ) | Ramal del túnel de la calle Montague (N R ) | Ramal del túnel de la calle Montague (N R ) | Ramal del túnel de la calle Montague (N R ) | Ramal del túnel de la calle Montague (N R )                                                      |
| ---------------------------------------------------------- | ------------------------------------------- | ------------------------------------------- | ------------------------------------------- | ------------------------------------------- | ------------------------------------------------------------------------------------------------ |
|                                                            | Calle Court                                 | local                                       | N R                                         | 11 de marzo de 1920                         | 2 3 (Línea Broadway-Séptima Avenida en Borough Hall) 4 5 (Línea Eastern Parkway en Borough Hall) |
|                                                            | Calle Lawrence–MetroTech                    | local                                       | N R                                         | 11 de marzo de 1920                         | Ver abajo.                                                                                       |
|                                                            |                                             |                                             |                                             |                                             |                                                                                                  |
| Ramal del puente de Manhattan (B D N Q )                   |                                             |                                             |                                             |                                             |                                                                                                  |
|                                                            | Avenida Myrtle                              | local                                       |                                             | 19 de junio de 1915                         | Cerró en 1956; sólo las plataformas con rumbo a Manhattan siguen en pie                          |
|                                                            |                                             |                                             |                                             |                                             |                                                                                                  |
| El túnel y el puente se unen (B D N Q R )                  |                                             |                                             |                                             |                                             |                                                                                                  |
| Acceso para discapacitados                                 | Avenida DeKalb                              | Todo                                        | B D N Q R                                   | 13 de septiembre de 1915                    |                                                                                                  |
| las vías locales se dividen hacia la línea Brighton (B Q ) |                                             |                                             |                                             |                                             |                                                                                                  |
| Acceso para discapacitados                                 | Avenida Atlantic–Calle Pacific              | siempre                                     | D N R                                       | 13 de septiembre de 1915                    | 2 3 4 5 (Línea Eastern Parkway) B Q (Línea Brighton) LIRR en la Avenida Flatbush                 |
|                                                            | Calle Union                                 | local                                       | D N R                                       | 13 de septiembre de 1915                    |                                                                                                  |
|                                                            | Novena calle                                | local                                       | D N R                                       | 13 de septiembre de 1915                    | F (Línea Culver en la Cuarta Avenida)                                                            |
|                                                            | Avenida Prospect                            | local                                       | D N R                                       | 13 de septiembre de 1915                    |                                                                                                  |
|                                                            | Calle 25                                    | local                                       | D N R                                       | 13 de septiembre de 1915                    |                                                                                                  |
|                                                            | Calle 36                                    | siempre                                     | D M N R                                     | 13 de septiembre de 1915                    |                                                                                                  |
| conexiones de vías con la línea West End (D )              |                                             |                                             |                                             |                                             |                                                                                                  |
|                                                            | Calle 45                                    | local                                       | N R                                         | 13 de septiembre de 1915                    |                                                                                                  |
|                                                            | Calle 53                                    | local                                       | N R                                         | 13 de septiembre de 1915                    |                                                                                                  |
|                                                            | Calle 59                                    | siempre                                     | N R                                         | 13 de septiembre de 1915                    |                                                                                                  |
| las vías expresas se dividen con la línea Sea Beach (N )   |                                             |                                             |                                             |                                             |                                                                                                  |
|                                                            | Avenida Bay Ridge                           | local                                       | R                                           | 13 de septiembre de 1915                    |                                                                                                  |
|                                                            | Calle 77                                    | local                                       | R                                           | 14 de abril de 1916                         |                                                                                                  |
|                                                            | Calle 86                                    | local                                       | R                                           | 14 de abril de 1916                         |                                                                                                  |
|                                                            | Bay Ridge–Calle 95                          | local                                       | R                                           | 27 de octubre de 1925                       |                                                                                                  |

Note: Una transferencia directa desde la estación de la Calle Lawrence–MetroTech hacia la estación calle Jay–Borough Hall está planeada como parte del programa 2005-2008 de la Autoridad Metropolitana de Tránsito de Nueva York. Esta también es la estación donde el " el dinero de los trenes" para las divisiones IRT y BMT es colectado, justo al extremo occidental de la estación; la división IND lo colecta en la estación superior de la calle Jay.